# Ардатовское сельское поселение (Ардатовский район)
Ардатовское се́льское поселе́ние — муниципальное образование в Ардатовском районе Мордовии Российской Федерации.
Административный центр — посёлок Ардатов.

## История
Статус и границы сельского поселения установлены Законом Республики Мордовия от 28 декабря 2004 года № 115-З «Об установлении границ муниципальных образований Ардатовского муниципального района, Ардатовского муниципального района и наделении их статусом сельского поселения, городского поселения и муниципального района».

## Население
| 2002 | 2010 | 2012 | 2013 | 2014 | 2015 | 2016 |
| ---- | ---- | ---- | ---- | ---- | ---- | ---- |
| 662  | ↘628 | ↘612 | ↗616 | ↘608 | ↘590 | ↘589 |
| 2017 | 2018 | 2019 | 2020 | 2021 |      |      |
| ↘574 | ↘571 | ↘567 | ↘560 | ↘558 |      |      |

## Состав сельского поселения
| № | Населённый пункт | Тип населённого пункта          | Население |
| - | ---------------- | ------------------------------- | --------- |
| 1 | Ардатов          | посёлок, административный центр | ↘558      |